# Yingzhen Huizu Xiang
Yingzhen Huizu Xiang (kinesiska: 营镇回族乡, 营镇) är en socken i Kina. Den ligger i provinsen Hebei, i den norra delen av landet, omkring 400 kilometer söder om huvudstaden Peking. Antalet invånare är 15 353. Befolkningen består av 7 629 kvinnor och 7 724 män. Barn under 15 år utgör 25,0 %, vuxna 15-64 år 67 %, och äldre över 65 år 7,0 %.
Genomsnittlig årsnederbörd är 630 millimeter. Den regnigaste månaden är juli, med i genomsnitt 207 mm nederbörd, och den torraste är januari, med 3 mm nederbörd.